# Tlamim
Tlamim (hebrejsky תְּלָמִים‎, doslova „Brázdy“, v oficiálním přepisu do angličtiny Telamim) je vesnice typu mošav v Izraeli, v Jižním distriktu, v Oblastní radě Lachiš.

## Geografie
Leží v nadmořské výšce 99 metrů v pobřežní nížině, v regionu Šefela, nedaleko severního okraje pouště Negev. Jižně od obce protéká vádí Nachal Šikma. Na severní straně je to Nachal Bror. Východně od vesnice leží uměle vysázený lesní komplex Ja'ar Tlamim.
Obec se nachází 16 kilometrů od břehu Středozemního moře, cca 57 kilometrů jižně od centra Tel Avivu, cca 58 kilometrů jihozápadně od historického jádra Jeruzalému a 10 kilometrů jihozápadně od města Kirjat Gat. Tlamim obývají Židé, přičemž osídlení v tomto regionu je etnicky převážně židovské.
Tlamim je na dopravní síť napojen pomocí lokální silnice číslo 352.

## Dějiny
Tlamim byl založen v roce 1950. Šlo o součást jednotně koncipované sídelní sítě budované v regionu Chevel Lachiš po vzniku státu Izrael. Zakladateli mošavu byli Židé z Tuniska, respektive z ostrova Džerba. Obyvatelstvo je nábožensky orientované. Místní ekonomika je založena na zemědělství (pěstování polních plodin, citrusů, zeleniny a chov drůbeže). V obci funguje mateřská škola, náboženská základní škola, společenské centrum a obchod se smíšeným zbožím.
Vesnice je pojmenována podle biblického citátu z Knihy žalmů 65,11: „Zavlažuješ brázdy, kypříš hroudy, vydatnými prškami ji činíš vláčnou, žehnáš tomu, co z ní raší“

## Demografie
Podle údajů z roku 2014 tvořili naprostou většinu obyvatel v Tlamim Židé (včetně statistické kategorie "ostatní", která zahrnuje nearabské obyvatele židovského původu ale bez formální příslušnosti k židovskému náboženství).
Jde o menší obec vesnického typu s dlouhodobě rostoucí populací. K 31. prosinci 2014 zde žilo 896 lidí. Během roku 2014 populace stoupla o 2,5 %.
| Rok            | 1961 | 1972 | 1983 | 1995 | 2001 | 2003 | 2004 | 2005 | 2006 | 2007 | 2008 | 2009 | 2010 | 2011 | 2012 | 2013 | 2014 |
| -------------- | ---- | ---- | ---- | ---- | ---- | ---- | ---- | ---- | ---- | ---- | ---- | ---- | ---- | ---- | ---- | ---- | ---- |
| Počet obyvatel | 456  | 584  | 503  | 449  | 492  | 533  | 579  | 606  | 634  | 692  | 725  | 862  | 844  | 857  | 820  | 874  | 896  |